# مسجد سردار

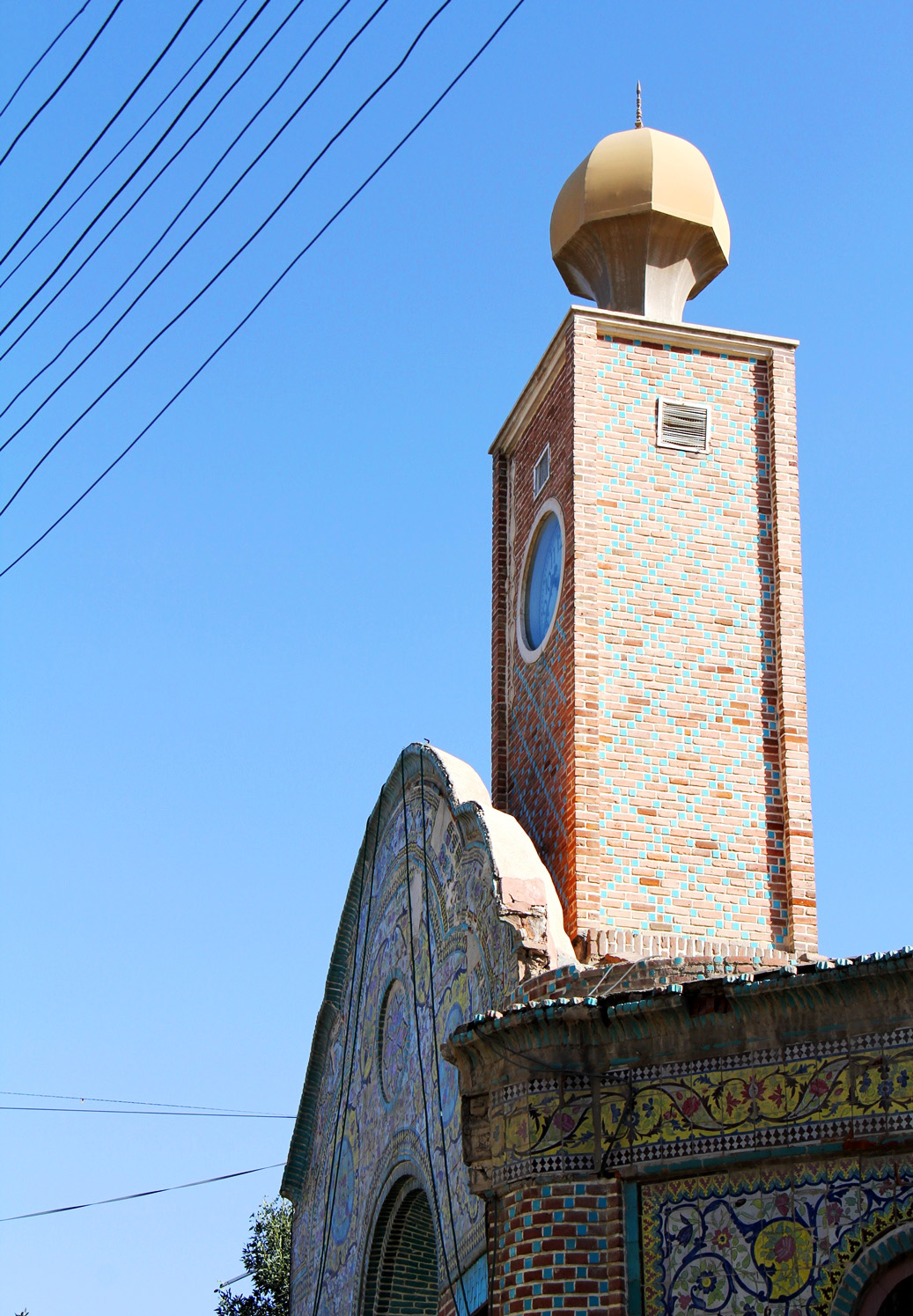

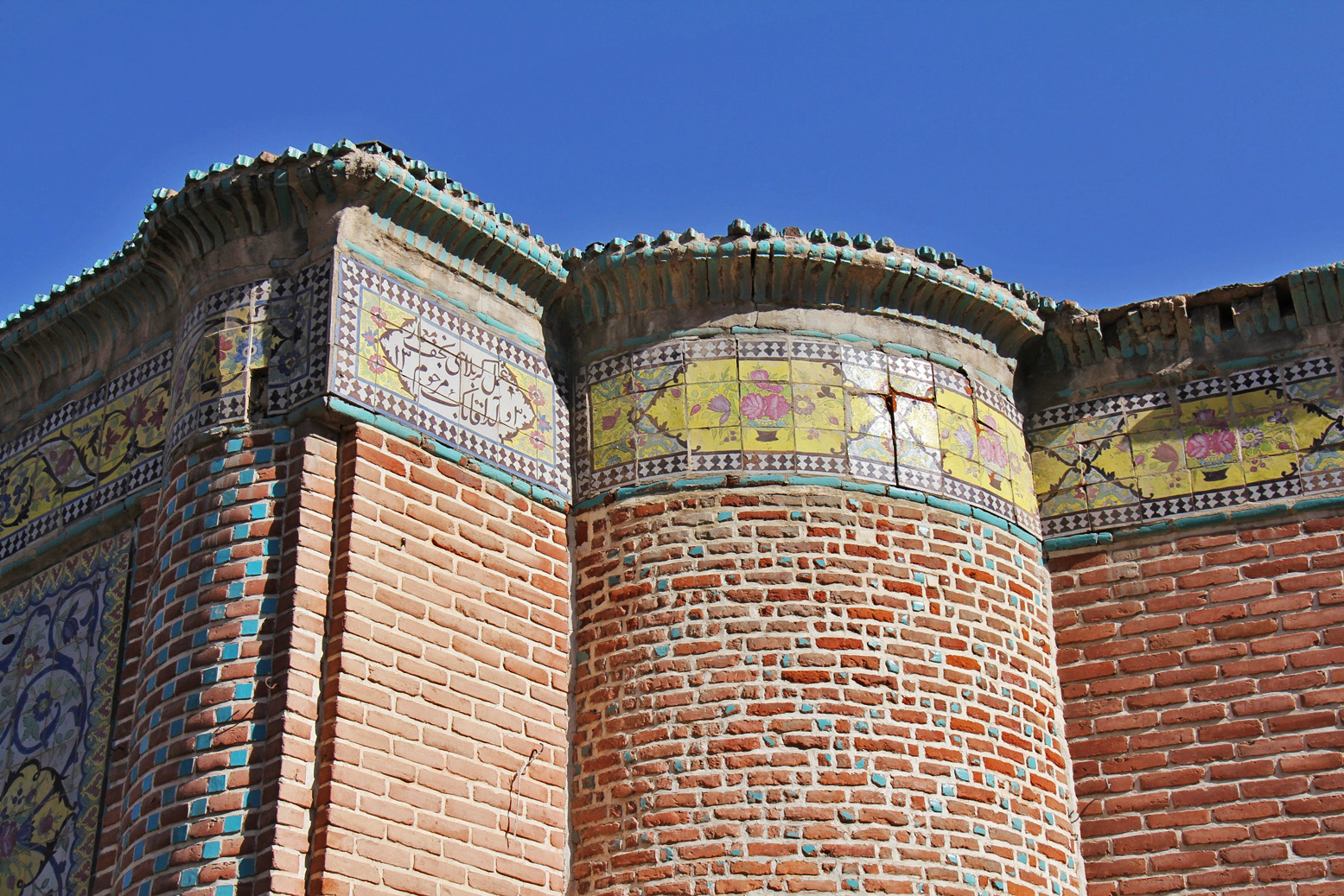

مسجد سردار یکی از مسجدهای تاریخی شهر ارومیه است. بنای این مسجد را عظیم السلطنه مشهور به سردار شهید ساخته است که در سال ۱۳۳۱ هجری قمری توسط وی ساعت بزرگی سر در آن نصب شده است. گاهی آن را به نام مسجد ساعت ( ساعتلو ) نیز می گویند.